# Siedlce
Siedlce (en yidis שעדליץ Shedlits; en ruso, Седльце Sedlets) es una ciudad en el este de Polonia con 76 005 habitantes (en 2021). Situada en el voivodato de Mazovia (desde 1999), previamente la ciudad fue la capital de un voivodato de Siedlce separado (entre 1975 y 1998).

## Historia
La ciudad, que es parte de la provincia histórica de Pequeña Polonia, fue muy probablemente fundada en algún momento antes del siglo XV y es mencionada por vez primera, con el nombre de Siedlecz en un documento del año 1448. En 1503 Daniel Siedlecki erigió un nuevo poblado del mismo nombre cerca y una iglesia en el medio. En 1547 la ciudad, creada por la fusión de los dos pueblos, recibió el denominado derecho de Magdeburgo por el rey Segismundo el Viejo, con los privilegios propios de una ciudad medieval pero que prontamente pasó de ciudad libre a señorío de la aristocracia. 
Desde el siglo XVII y hasta 1807, cuando fue confiscada y anexada por las autoridades imperiales rusas, Siedlce era una especie de ciudad privada de varias familias de magnates de la szlachta, entre ellos los Czartoryski y los Ogiński. 
Un rasgo distitivo de Siedlce fue que durante gran parte de su historia albergó una gran cantidad de población judía, que antes de las Particiones de Polonia era una importante minoría étnica de la zona, en tanto el predominio social de la aristocracia promovió la migración de artesanos, mayormente judíos, a esta localidad. 
Esta fuerte presencia judía se mantuvo durante los siglos siguientes, al punto que a fines de 1897 el censo oficial del Imperio ruso determinó que el 48 % de la población de Siedlce estaba formado por judíos. Inclusive en 1939 todavía el 37 % de los habitantes de la localidad eran judíos, dotados de periódicos en yiddish, escuelas religiosas propias y sinagogas. Durante los combates de la Segunda Guerra Mundial quedaron destruidos más del 50 % de todos los edificios, incluyendo el ayuntamiento histórico, mientras que la casi totalidad de la población judía pereció en el Holocausto.
Durante la ocupación nazi, los invasores crearon el gueto de Siedlce en agosto de 1941, encerrando a la población judía en octubre. Miles de judíos —tanto de Siedlce como de otros puntos del país— se hacinaron allí en condiciones penosas, víctimas de ejecuciones, trabajo esclavo y epidemias; también se confinó a un número indeterminado de gitanos, algunos procedentes de Alemania. Casi toda su población fue deportada al campo de exterminio de Treblinka, y se estima que perecieron unas 17 000 personas. El gueto fue clausurado en noviembre de 1942.
Tras 1945 Siedlce fue reconstruida, recuperando sus antiguos edificios históricos, y se convirtió en un centro industrial de pequeño tamaño. La ciudad conserva hasta la actualidad a la industria pesada como su principal actividad económica, caracterizada por fábricas de metalmecánica y de derivados del acero.

## Deporte
La ciudad es gran amante del deporte, y ha elaborado numerosas instalaciones para el público. La administración de instalaciones deportivas en Siedlce, cuenta entre otros (el estadio de fútbol lekkoatletycznym, el pabellón de deportes con una pista de hielo artificial durante la temporada de invierno) desde el año 2007 por la Agencia de Desarrollo Urbano de Siedlce (más tarde llamada administración de deportes y de ocio), que fue iniciado por Siedlce de la UM, prestando las instalaciones a los habitantes de la ciudad, excepto el estadio, que se lo regalaron al Pogoń Siedlce, el equipo de fútbol de la ciudad. Hoy en día el estadio deportivo ya no existe. En este lugar está construido un centro comercial "Galeria S".
El complejo deportivo con el tiempo incluirá un aquapark y un estadio nuevo de fútbol. El pabellón tiene estadio de atletismo, pista de hielo artificial, gimnasio, cancha de tenis cubierta, canchas de tenis y una piscina cubierta con una longitud de 25 metros.

### Clubes deportivos
- Aero Siedlecki - parapente
- AD Universidad de Podlasie - atletismo
- Gladiador Siedlce - kick-boxing
- Siedlce, Mazovia KS - fútbol
- MKK Siedlce - baloncesto (mujeres)
- MKP Siedlce - filial del Mazovia
- KPS Jadar Siedlce - voleibol
- SKK Siedlce - baloncesto (hombres)
- STH Siedlce - hockey sobre hielo
- UKS Prusia - balonmano

## Hermanamientos
Siedlce está hermanada con:
- Berdychiv (Ucrania)
- Dasing (Alemania)
- Kírov (Rusia)
- Pescantina (Italia)
- Nevers (Francia)
- Sabinov (Eslovaquia)
- Vawkavysk (Bielorrusia)
- Región de Vilna (Lituania)